# Garath McCleary
Garath James McCleary (Oxford, Inglaterra, 15 de mayo de 1987) es un futbolista jamaicano que juega de centrocampista en el Wycombe Wanderers F. C. de la League One.

## Selección nacional
Ha sido internacional con la selección de fútbol de Jamaica en 24 ocasiones en las que ha anotado tres goles.

## Clubes
| Club                    | País       | Año       |
| ----------------------- | ---------- | --------- |
| Oxford City F. C.       | Inglaterra | 2004-2005 |
| Slough Town F. C.       | Inglaterra | 2005-2007 |
| Bromley F. C.           | Inglaterra | 2007-2008 |
| Nottingham Forest F. C. | Inglaterra | 2008-2012 |
| Reading F. C.           | Inglaterra | 2012-2020 |
| Wycombe Wanderers F. C. | Inglaterra | 2020-     |